# Andres Petrov
Andres Petrov (Tallin, 15 de octubre de 1996) es un jugador de snooker estonio.

## Biografía
Nació en la ciudad estonia de Tallin en 1996. Es jugador profesional de snooker desde 2022. No se ha proclamado campeón de ningún torneo de ranking, y su mayor logro hasta la fecha fue alcanzar los dieciseisavos de final del Abierto de Irlanda del Norte de 2023. Tampoco ha logrado hilar ninguna tacada máxima, y la más alta de su carrera está en 131.